# Live and Let Die (sång)
Live and Let Die är en låt av Paul McCartney som spelades in av Wings till James Bond-filmen Leva och låta dö 1973. Bland andra Guns N' Roses, Lizzy Borden, Geri Halliwell, Fergie, Duffy och Freddie Wadling har gjort covers på den.
Låten kom ut på singel med baksidan "I Lie Around".
Låten är i sin helhet skriven av Paul McCartney, men en av bryggorna i låten som går "What does it matter to you, when you've got a job to do..." skrevs av hans fru Linda McCartney som just under denna tidsperiod var väldigt inspirerad av reggae efter deras besök på Jamaica 1972, vilket även kan höras på låten "Hi, Hi, Hi"s baksida "C Moon".
Låten Oscarsnominerades för "bästa sång" 1973.
Guns N' Roses gjorde 1991 en rockcover på låten.

## Listplaceringar, Wings
| Lista (1973-1974) | Position              |
| ----------------- | --------------------- |
| Australien        | 3 (Go Set)            |
| Frankrike         | 41                    |
| Kanada            | 2                     |
| Nederländerna     | 29                    |
| Norge             | 2 (VG-lista)          |
| Nya Zeeland       | 20                    |
| Spanien           | 8                     |
| Storbritannien    | 9                     |
| Sverige           | 7 (Kvällstoppen)      |
| Sverige           | 1 (Tio i topp)        |
| USA               | 2 (Billboard Hot 100) |
| Västtyskland      | 31                    |